# 买得力汗
买得力汗（1941年—），塔吉克族，新疆塔什库尔干县人。塔吉克民间文艺家、作家、诗人。

## 生平
买得力汗自学成才，通晓波斯语、维吾尔语、汉语。自1970年代开始，搜集整理并翻译塔吉克民间文学作品，搜集到许多塔吉克民间传说和故事、叙事长诗、民谣民谚。他搜集并整理的民间传说《慕士塔格的传说》，民间叙事长诗《彩云公主》和《尼嘎尔与马季侬》等作品具有很大影响。他还开展文学创作，写出《春之歌》等许多诗歌，并且同别人合作创作出《彩云公主》、《冰山上的奇曼》等电影文学剧本。他还写有《塔什库尔干塔吉克自治县概况》、《古代波斯诗人萨迪及其在我国塔吉克人民中的影响》、《中国塔吉克族的形成》等多篇论述中国塔吉克族历史的论文。